# Codename: Kids Next Door – Operation: S.O.D.A.
Codename: Kids Next Door – Operation: S.O.D.A. es un videojuego de plataformas de 2004 basado en la serie de televisión animada estadounidense Codename: Kids Next Door de Cartoon Network. Desarrollado por Vicarious Visions y publicado por Global Star Software para Game Boy Advance, se lanzó exclusivamente en Norteamérica.
Operation: S.O.D.A. es uno de los dos únicos videojuegos basados exclusivamente en Codename: Kids Next Door. El otro, Operation: V.I.D.E.O.G.A.M.E., es un videojuego de plataformas en 3D desarrollado por High Voltage Software para PlayStation 2, GameCube y Xbox.

## Trama
Con la reciente aprobación de la Ley de Control de Gaseosas, la edad para consumir gaseosas se ha elevado a 13 años o más. Los chicos del barrio se oponen a este intento de prohibir a los niños beber su bebida favorita y se encargan de dirigir una operación secreta para proporcionar gaseosas a cualquier niño del mundo que las desee.

## Jugabilidad
El juego cuenta con 15 niveles de plataformas (3 por agente) y una pelea final contra el jefe Mr. Fizz. Cada uno de los personajes tiene diferentes habilidades y armas que los ayudarán a evitar obstáculos y alcanzar la meta. Mientras que los niveles de número 3, 4 y 5 son terrestres, los de número 1 y 2 son aéreos.

## Recepción
Operation S.O.D.A. recibió comentarios negativos de parte de los críticos: Nintendo Power le dio al juego una calificación de 54%, y MyGamer le dio una calificación similar de 56%.